# Mauro Galvão
Mauro Geraldo Galvão (Porto Alegre, 19 dicembre 1961) è un ex calciatore e allenatore di calcio brasiliano, di ruolo difensore.

## Carriera

### Club
La carriera di Galvão inizia nel 1979, anno nel quale, a 18 anni, conquista il campionato brasiliano con l'Internacional, squadra della sua città natale, Porto Alegre. Nel 1986 passa al Bangu, dopo quasi 400 presenze nel club gaúcho. Nel 1987, dopo una sola stagione, passa alla formazione carioca del Botafogo, dove resta per quattro anni, accumulando 110 presenze con una sola rete.
Nel 1990, dopo i mondiali di Italia 1990, per Mauro Galvão si aprono le porte del calcio europeo con il suo trasferimento agli svizzeri dell'FC Lugano, dove rimane per sei stagioni, totalizzando 186 presenze e segnando 26 gol.
Nel 1996 è il Grêmio ad acquistare Galvão, mantenendolo nei ranghi per una sola stagione prima che il difensore si accasi al Vasco da Gama, dove rimane fino al 2000, vincendo anche una Copa Libertadores, quella del 1998. Nel 2001 si ritira con la maglia del Grêmio.

### Nazionale
In nazionale di calcio brasiliana Mauro Galvão ci arriva nel 1980, disputando il Torneo Pre-Olimpico CONMEBOL 1980; in seguito giocò durante Los Angeles 1984 con la nazionale olimpica raccogliendo la medaglia d'argento. Nel 1986 è chiamato dal tecnico Telê Santana per giocare a Messico 1986. Nel 1989 è Sebastião Lazaroni a chiamarlo per la vittoriosa Copa América 1989, e successivamente viene selezionato nella rosa dei 22 per Italia 1990.

### Allenatore
Dopo il suo ritiro Mauro Galvão intraprende la carriera di allenatore, guidando nel 2003 il Vasco da Gama per 30 partite, poi il Botafogo per 19 partite l'anno seguente e infine il Náutico per soli 3 match nel 2005.

## Palmarès

### Giocatore

#### Club

##### Competizioni statali
- Campionato Gaúcho: 6

Internacional: 1981, 1982, 1983, 1984
Grêmio: 1996, 2001
- Campionato Carioca: 3

Botafogo: 1989, 1990
Vasco da Gama: 1997
- Torneo Rio-San Paolo: 1

Vasco da Gama: 1999

##### Competizioni nazionali
- Campionato brasiliano: 4

Internacional: 1979
Grêmio: 1996
Vasco da Gama: 1997, 2000
- Coppa Svizzera: 1

Lugano: 1992-1993
- Coppa del Brasile: 2

Grêmio: 1997, 2001

##### Competizioni internazionali
- Recopa Sudamericana: 1

Grêmio: 1996
- Coppa Libertadores: 1

Vasco da Gama: 1998
- Coppa Mercosur: 1

Vasco da Gama: 2000

#### Nazionale
- Argento olimpico: 1

Los Angeles 1984
- Coppa America: 1

1989

#### Individuale
- Bola de Prata: 3

1979, 1985, 1997

### Allenatore
- Campionato Carioca: 1

Vasco da Gama: 2003
- Taça Guanabara: 1

Vasco da Gama: 2003
- Taça Rio: 1

Vasco da Gama: 2003
- Campionato Goiano: 1

Vila Nova: 2005